# Fiaschetta di Poggio Sommavilla
La Fiaschetta pendaglio amuleto di Poggio Sommavilla è un vasetto in impasto bruno con iscrizione del VII secolo a.C. appartenuto a una donna, e rinvenuto nel 1895 nel corredo funerario della Tomba III nella Necropoli del centro arcaico di Poggio Sommavilla.

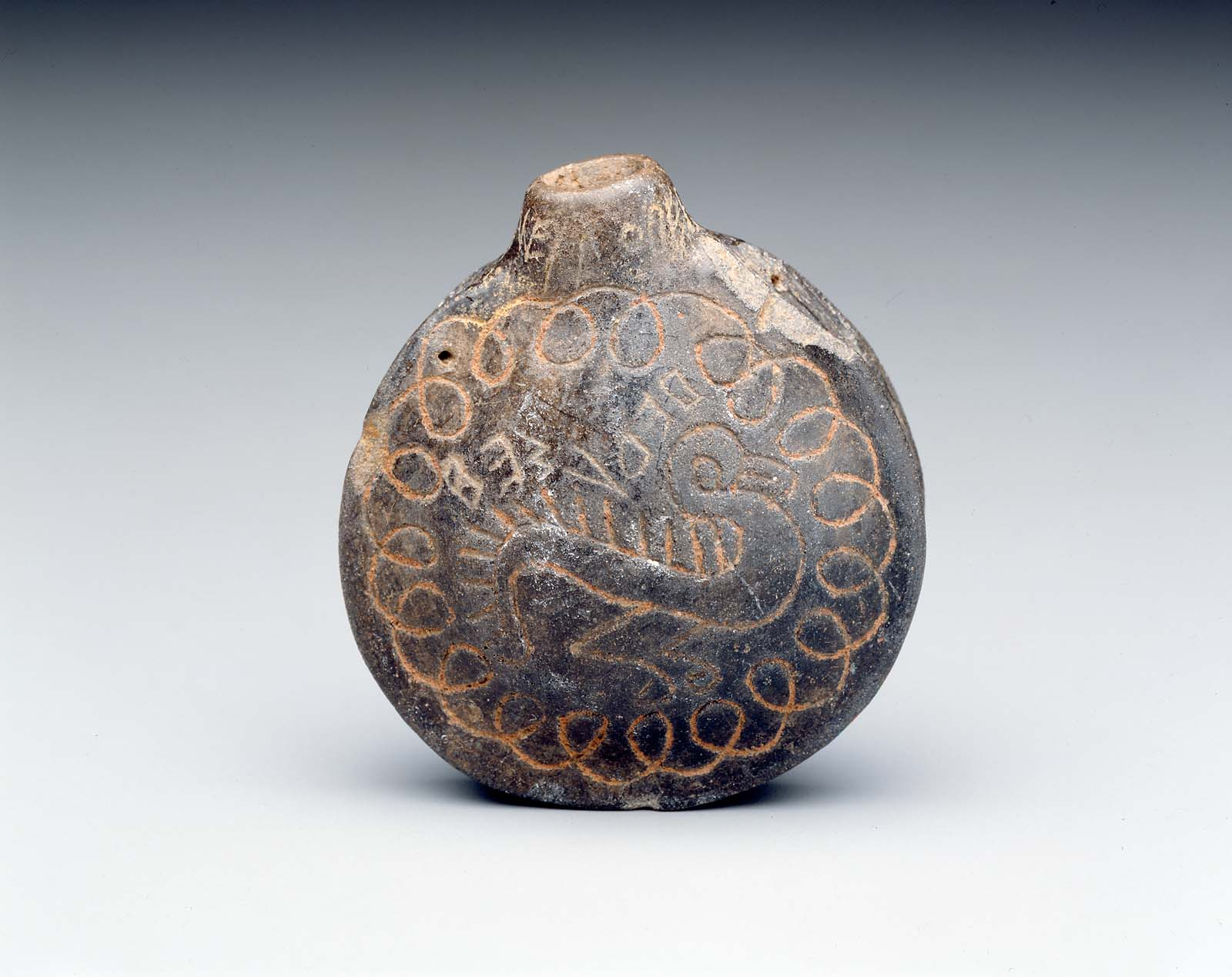
Fiaschetta pendaglio amuleto VII sec a.C. con iscrizione, tomba III Necropoli di Poggio Sommavilla - lato A

## Storia
Disperso dopo gli scavi del 1895 condotti da F. Benedetti, prima venduto alla collezione privata Tyszkiewicz, poi riacquistato dallo scopritore-venditore F. Benedetti che nel 1898 ha tentato di rivendere al Museo di Copenaghen, le trattative sono fornite da H. Slaskov Robert Poi attraverso Henry Lillie Pierce Found, venduto al Museum of Fine Arts dove è conservato dal 1901. Mediante lo stesso Found il museo si assicurò diverse ceramiche dall'area falisca ed etrusco-meridionale nonché alcune ceramiche attiche provenienti dalla collezione privata Torlonia degli scavi di Gsell di Vulci. Dopo gli Incontri di studio Questioni epigrafiche e linguistiche a proposito dell'iscrizione di Poggio Sommavilla, 22 giugno 1973 in occasione della Mostra maggio-luglio 1973, sono stati inviati i calchi e le morfologie al Centro dell'etruscologia-italica CNR, dal Museum of Fine Arts di Boston.

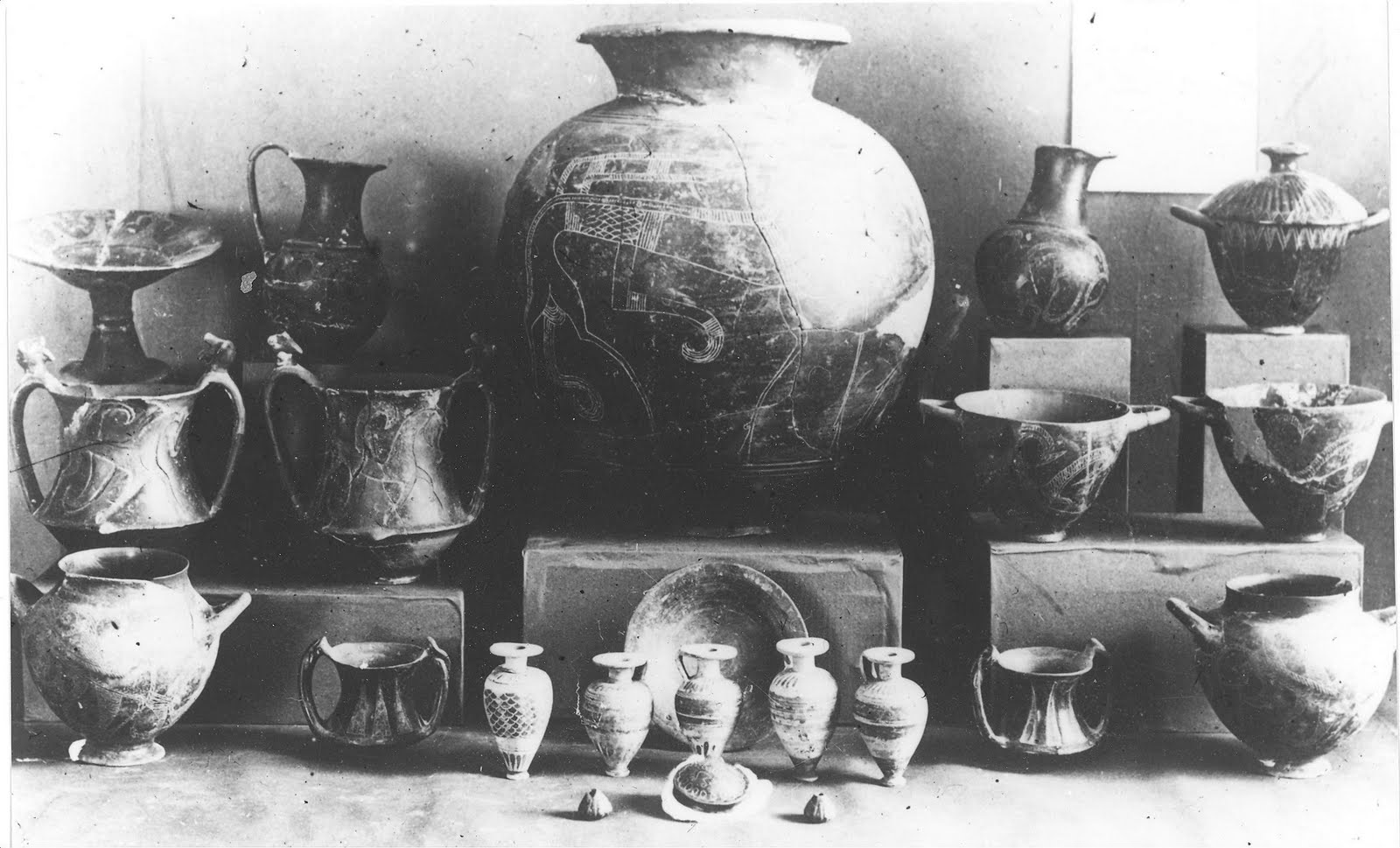
Corredo tomba III, fiaschetta pendaglio amuleto in primo piano al centro, necropoli Poggio Sommavilla, scavi del 1895

## Caratteristiche
Il Vasetto fiaschetta pendaglio amuleto è d'impasto bruno è alto 57 mm e spesso 25 mm ha forma lenticolare ed è interamente cavo, alla sommità è provvisto di un breve orifizio cilindrico: i lati presentano margini rilevati con fori pervi entro i quali doveva passare un filo. Sulle due facce è incisa una figura rudimentale di Airone circondato da una decorazione ad archetti legati (Il motivo a occhielli correnti è da ritenersi tra i più popolari a Capena). Intorno al collo è presente un'iscrizione destrorsa spiraliforme con lettere alte mm 3,5-4,5 nella riga principale e mm 2,5 in quella superiore, sul lato un'iscrizione destrorsa con ductus curvo verso l'alto e lettere alte mm 4-6, sulla faccia un'iscrizione apparentemente sinistrosa con ductus che segue la linea del dorso dell'airone e lettere alte 30-40 mm. 
Confronti con tale oggetto sono stati ricercati nella morfologia delle fiasche del pellegrino orientali e orientalizzanti, ma risultano poco pertinenti per la maggiore dimensione, mentre il più vicino confronto è un esemplare di fiaschetta a impasto buccheroide di 8 cm di diametro rinvenuto nel deposito votivo di Campetti a Veio, questo ultimo confronto potrebbe far attribuire all'oggetto, un valore magico sacrale. Se esso veniva appeso al corpo, la sua morfologia, le immagini graffite e le stesse scritte che le accompagnano potrebbero attribuirle una funzione di amuleto di bulla. Per i suoi caratteri esterni, compresa l'iscrizione, potrebbero classificarlo nella serie dei vasetti-gingillo che contenevano sostanze in misura limitata, note in Etruria nella seconda metà del VII secolo a.C. sui quali compare il testo di Dono.
Interessante è anche l'accostamento alle Fiasche del Nuovo Anno di iconografia Egizia rinvenute a Cerveteri a Vulci a Monteroni, alle fiaschette Nuragiche o agli amuleti di bulla probabili ascendenti dei pendagli ritrovati nel tumulo delle Pietrera di Vetulonia.

## Iscrizione
Nel quadro molto articolato delle scritture attestate nella seconda meta del VII secolo a.C. nell'Etruria meridionale e nel Lazio, l'iscrizione di Poggio Sommavilla mostra affinità con l'area falisco-veiente-capenate, sigma a quattro tratti e forma della ypsilon (Mauro Cristofani).

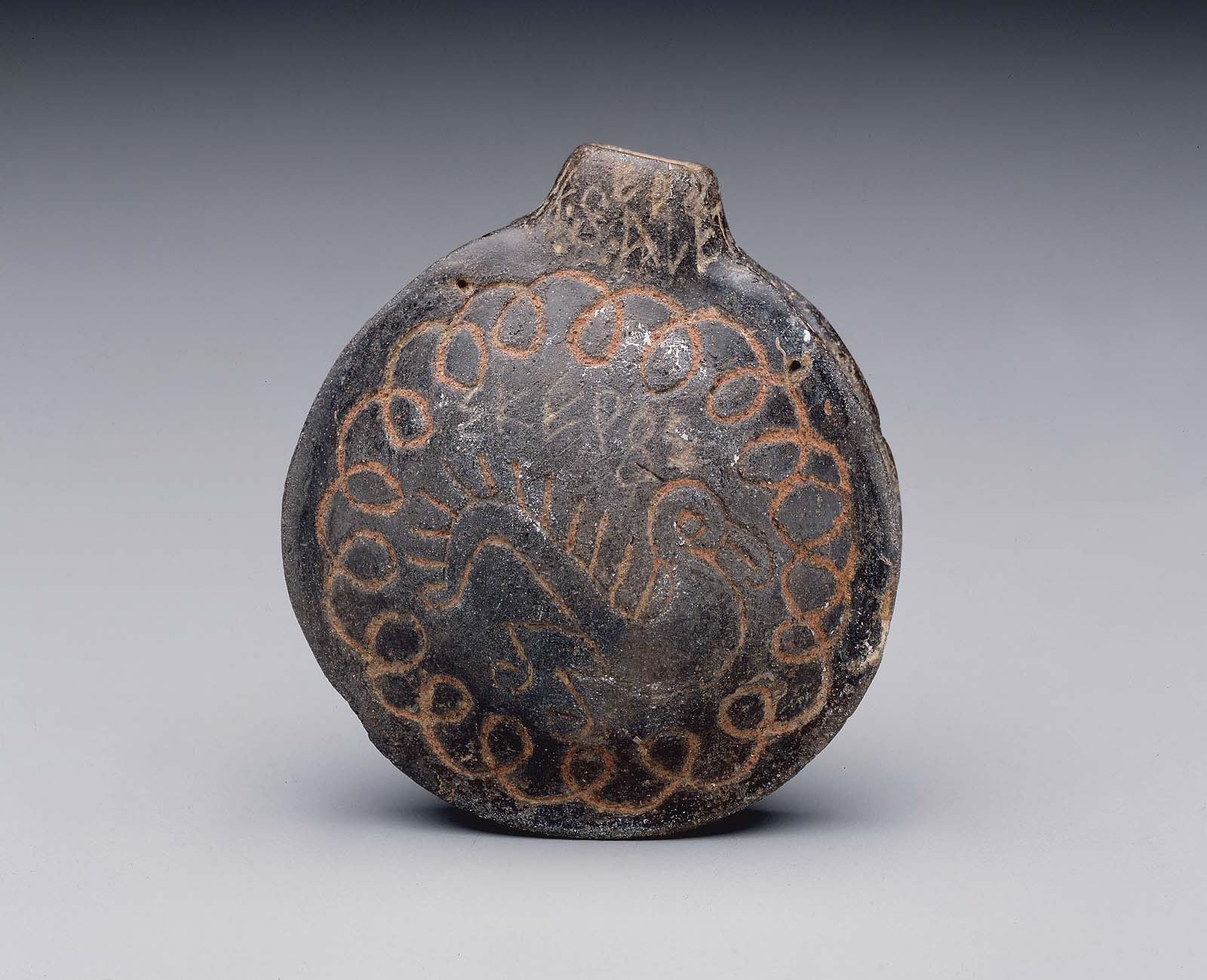
Fiaschetta pendaglio amuleto VII secolo a.C. con iscrizione, necropoli di Poggio Sommavilla tomba III, lato B

Un tentativo raffinato di interpretare il testo si deve al conoscitore di dialetti italici arcaici Marcello Durante, avvenuto dopo un incontro di studio nel 1973. L'evidenza delle scritte ha un suo ruolo: aletneipohehik . feufs, inciso sull'orlo è un testo a sé. Isolato, per merito di Durante, hehik e considerato h esito dh, il confronto con il falisco filiked diventa suggestivo. Si tratterebbe di una formula del tipo ben conosciuto nei testi, vascolari e non del VII secolo a.C. nel Lazio (Fibula di Preneste) di Faleri (CIE 8078 [^]) e dell'Etruria meridionale. La sequenza finale fefus potrebbe indicare il nome di chi fa l'azione: -fs finale (come in skerfs) appare esito di una sincope in vocale atona e il nome potrebbe ricordare Fifius, Fufidius, Fefetius (Durante). Nella sequenza iniziale  aletneipo, aletnei risulterebbe il nome del destinatario (Prosdocimi) Il confronto con l'etrusco Aleθna, noto nel III-II secolo soprattutto a Musarna, può essere accettato tenendo conto che si tratta della realizzazione locale di un nome che nell'etrusco di quest'epoca dovrebbe essere scritto (cfr. lat CIE 5827 aleθanei). Per l'elemento po- l'ipotesi più recente di Durante che si tratti di un prefisso (cfr. lat. pono) del verbo pohehik apparirebbe risolutoria. Le altre due parole incise sulle facce possono essere staccate dal testo di 'dono' skerfs, ad ogni modo scritto sulla faccia principale dell'oggetto, potrebbe continuare l'iscrizione precedente: la sequenza feufs skerfs andrebbe comunque giustificata: il confronto tra skerfs e lat. scirpus, abbastanza plausibile, non rientra del tutto nell'evidenza esterna dell'oggetto piccolo dono prezioso amuleto e nel senso generale dell'iscrizione. La parola hedusef, scritta in modo diverso e sulla faccia minore del vasetto, potrebbe esprimere "felices" secondo l'ipotesi di Durante ( h < dh e d < l sarebbero esiti, osco sabelli, sabini ) e per il suo carattere augurale, può essere confrontata con analoghe espressioni di iscrizioni falische.
L'alfabeto è vicinissimo a quello delle più antiche iscrizioni del territorio falisco, così da far pensare ad un forte influsso da questo ambiente. Ma esistono particolari che sembrano escludere l'ipotesi di una pura e semplice adozione della scrittura falisca arcaica. Purtroppo la stessa lettura complessiva delle parole presenta incertezze per la difficoltà di distinguere e identificare alcune lettere, come i segni rettangolari con e senza barretta, per i quali si è proposto rispettivamente il valore di h e θ, e il segno più o meno in forma di 8 che si è voluto leggere f come nell'alfabeto etrusco;  ma è anche possibile che si tratti, almeno in parte, di varianti della medesima lettera. Un'ipotesi suggestiva, benché per ora incontrollabile, è che qui sia presente un segno derivato dal B dell'alfabeto greco diffuso nel Lazio, adottato per indicare il suono di passaggio da bh a f o l'alternanza b/f..... e che questo segno sia in ultima analisi all'origine dell’8 = f  etrusco.

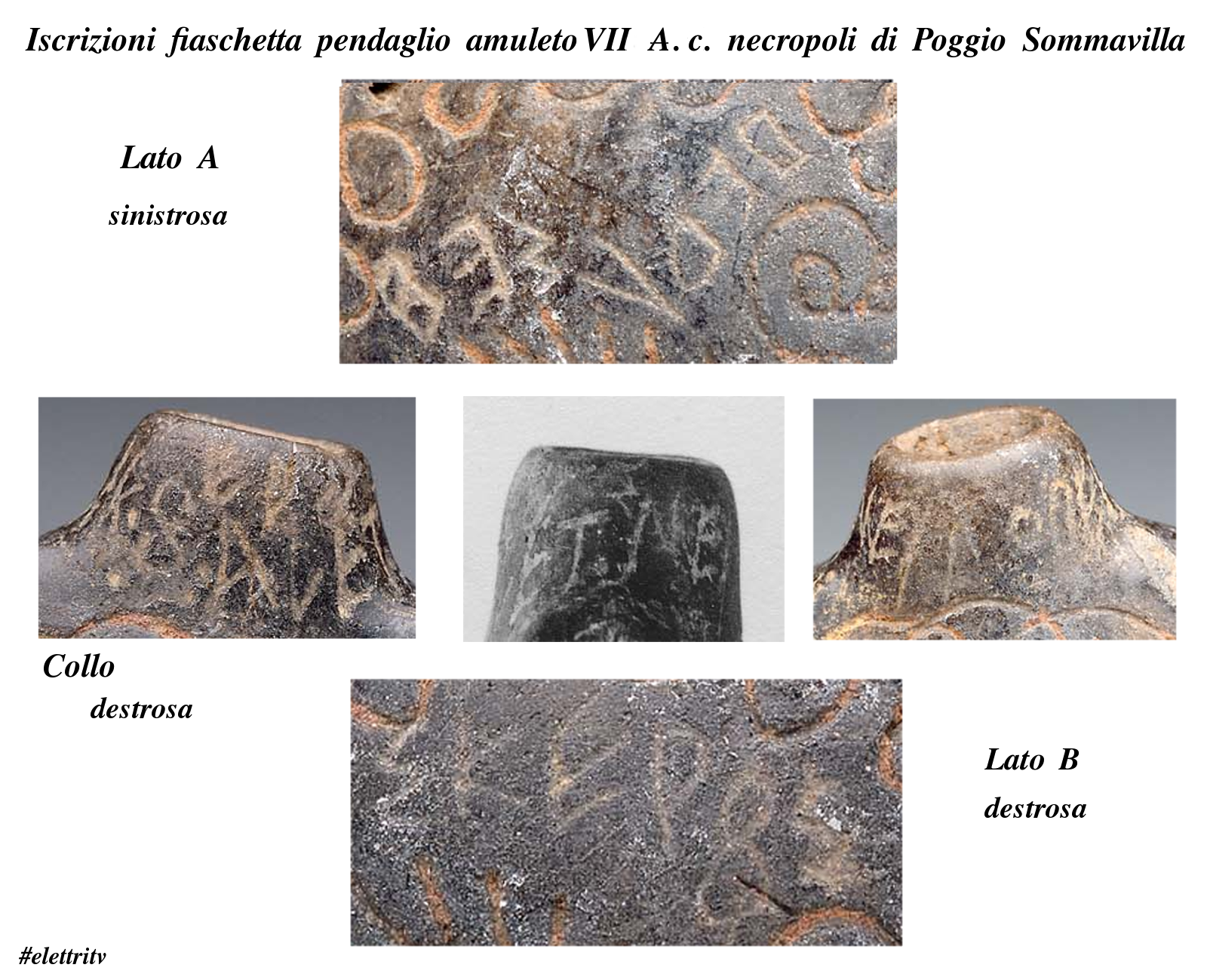
Iscrizione fiaschetta pendaglio amuleto VII A.c. Tomba III necropoli di Poggio Sommavilla

L'iscrizione è stata trascritta nelle sue tre parti, cioè sul collo e su ciascuna delle sue parti del vaso, dalle ipotesi Vetter, Briquel e Pallottino come segue :
1. aletneupoθeθik: feufs (o feuos)
2. skerfs
3. θeruseh

oppure
1. aletneipohehic: feufs
2. skerfs
3. hedusef

Trascrizione di Prosdocimi:
1. altenei pohehik feufs //
2. skerfs hedusef

L'origine del segno etrusco 8 = f da B fu già affacciata in passato e lasciata in penombra di fronte alle più accreditate ipotesi di una derivazione da h o da φ ovvero da un'adozione esterna del 8 lidio. La precoce apparizione del segno 8 nell'iscrizione di Poggio Sommavilla, con qualche irregolarità di varianti ma certissimo, anche prescindendo dalla ipotesi che esso possa segnalare un fonema b / f, rappresenta comunque un dato non trascurabile ai fini dello studio del problema della genesi di 8 etrusco. Ma si dà il caso che in un'iscrizione vascolare etrusca anch'essa del VII secolo da San Giuliano cioè nell'Etruria meridionale interna s'incontri sia pure come unicum la lettera B che potrebbe già rappresentare il suono f nell'uso scrittorio locale (vedi cfr. il nome di Masofius, come d'altra parte i nomi di onomastici Masvanial, Musionia, Musofius ecc.)

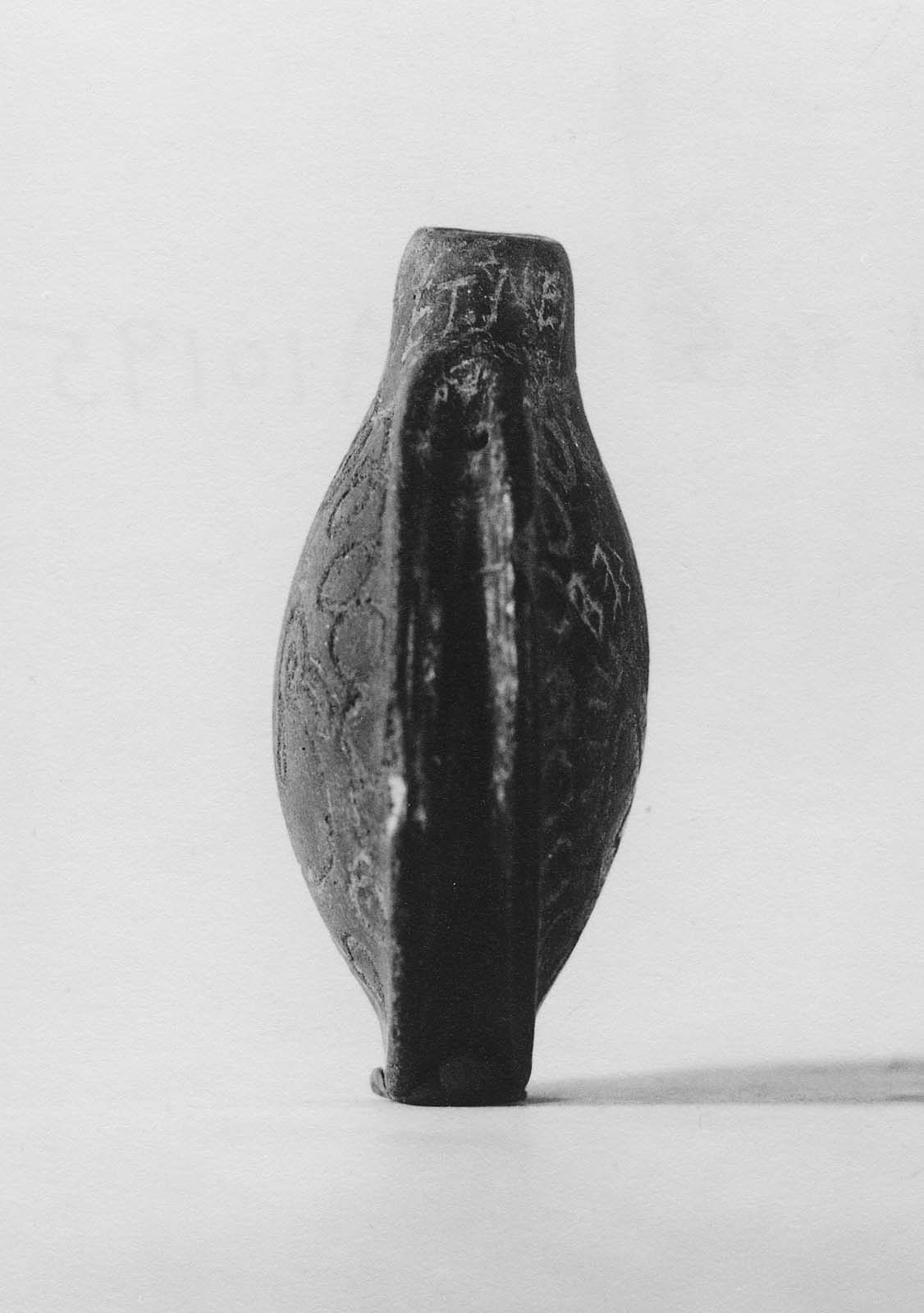
Fiaschetta pendaglio amuleto VII secolo a.C. con iscrizione, necropoli di Poggio Sommavilla tomba III, profilo.

### Questioni epigrafiche e linguistiche a proposito dell'iscrizione di Poggio Sommavilla, 22 giugno 1973
Incontri di studio, partecipanti alla discussione: Gabriella Giacomelli, Maria Grazia Tibiletti Bruno, Dominique Briquel, Mauro Cristofani, Marcello Durante, Alessandro Morandi, Massimo Pallottino (Moderatore), Silvio Panciera, Aldo Prosdocimi.
Durante: Come ha riconosciuto il signor Briquel, e come è evidente noi abbiamo un termine di confronto: questa scrittura deriva da una tradizione epigrafica etrusca, non c'è niente da dire. Nella grafia etrusca ci sono vari esempi di segno [] il rettangolo ha segno di h tra l'altro nell'iscrizione vascolare di Bisenzio
Prosdocimi: A questo punto mi permetto di sollevare un altro fatto di metodo a proposito dell'affermazione che qui si tratti di una lingua italica. No: l'iscrizione se non si presenta subito evidente è un'iscrizione X
Cristofani: Il problema sul quale vorrei concentrare il mio intervento è quello della collocazione di questa iscrizione dal punto di vista epigrafico. La cronologia esterna ci viene, appunto dall'analisi archeologica.... intorno alla fine del VII sec a.C. Quanto all'inquadramento topografico si tratta di un'iscrizione il cui ambiente è particolarmente vicino a quello di Falerii. La scuola scrittoria che più poteva influire è quella di Falerii. Consideriamo ora le iscrizioni falische più antiche che possediamo, sono quattro: la prima trovata a Cerveteri, quella dell'urna di Vendia   scendono cronologicamente alquanto più in basso, corrispondendo alla seconda fase delle iscrizioni etrusche del territorio falisco ed alla nostra iscrizione di Poggio Sommavilla.
Giacomelli: Mi sembra che tutto questo implichi un problema generale che non credo si possa risolvere per ora finché l'iscrizione di Poggio Sommavilla resta isolata: quello della classificazione e dell'origine del suo alfabeto. È un'iscrizione in alfabeto falisco o un alfabeto a sé, nell'alfabeto diciamo, di Poggio Sommavilla?
Tibletti Bruno: Credo opportuno ricordare l'iscrizione di Tivoli che è alquanto più recente VI inizio del V a.C. ma presenta utili elementi di confronto paleografico. Alcune lettere corrispondono esattamente. Purtroppo nella iscrizione di Poggio Sommavilla manca la lettera m che sarebbe stata abbastanza indicativa. Vorrei ritornare sulla questione della direzione della scrittura, destrorsa nel primo motivo e sinistrosa nel terzo, Gli etruscologi mi diranno che sono cose comuni nelle iscrizioni etrusche arcaiche. Non direi proprio che si tratta di una direzione bustrofedica. 
Giacomelli: Occorre esaminare anche certi altri elementi. Non è stato per ora toccato il problema dell'ambientazione etnica dell'iscrizione: comunque vorrei ricordare che il gentilizio non è sabino: per lo meno nessuno ha mai avuto questa impressione.
Morandi: La nostra iscrizione ha senz'altro dei contatti con l'area epigrafica sud-picena o medio-adriatica. Per quanto riguarda la cronologia, c'è un notevole sfasamento l'iscrizione di Poggio Sommavilla è datata fine VII inizio VI a.C. mentre le iscrizioni medio-adriatiche, in blocco, vanno datate nei cinquant'anni che intercorrono tra l'ultimo quarto del VI e gli inizi del V a.C.

Panciera: Qui è stata data tra l'altro una proposta interpretativa di questa iscrizione come iscrizione dedicatoria; e in tal senso potremmo cercare confronti con il formulario delle iscrizioni dedicatorie Latine.... A me farebbero meno difficoltà le varianti nella grafia di una stessa lettera all'interno dell'iscrizione, perché questo per quanto ne so io si trova anche nell'epigrafia latino arcaica.
Briquel: Nous nous trouvons devant des documents epigraphiques isoles, celui de Poggio Sommavilla

### Confronti con le iscrizioni di Foglia e del Giglio

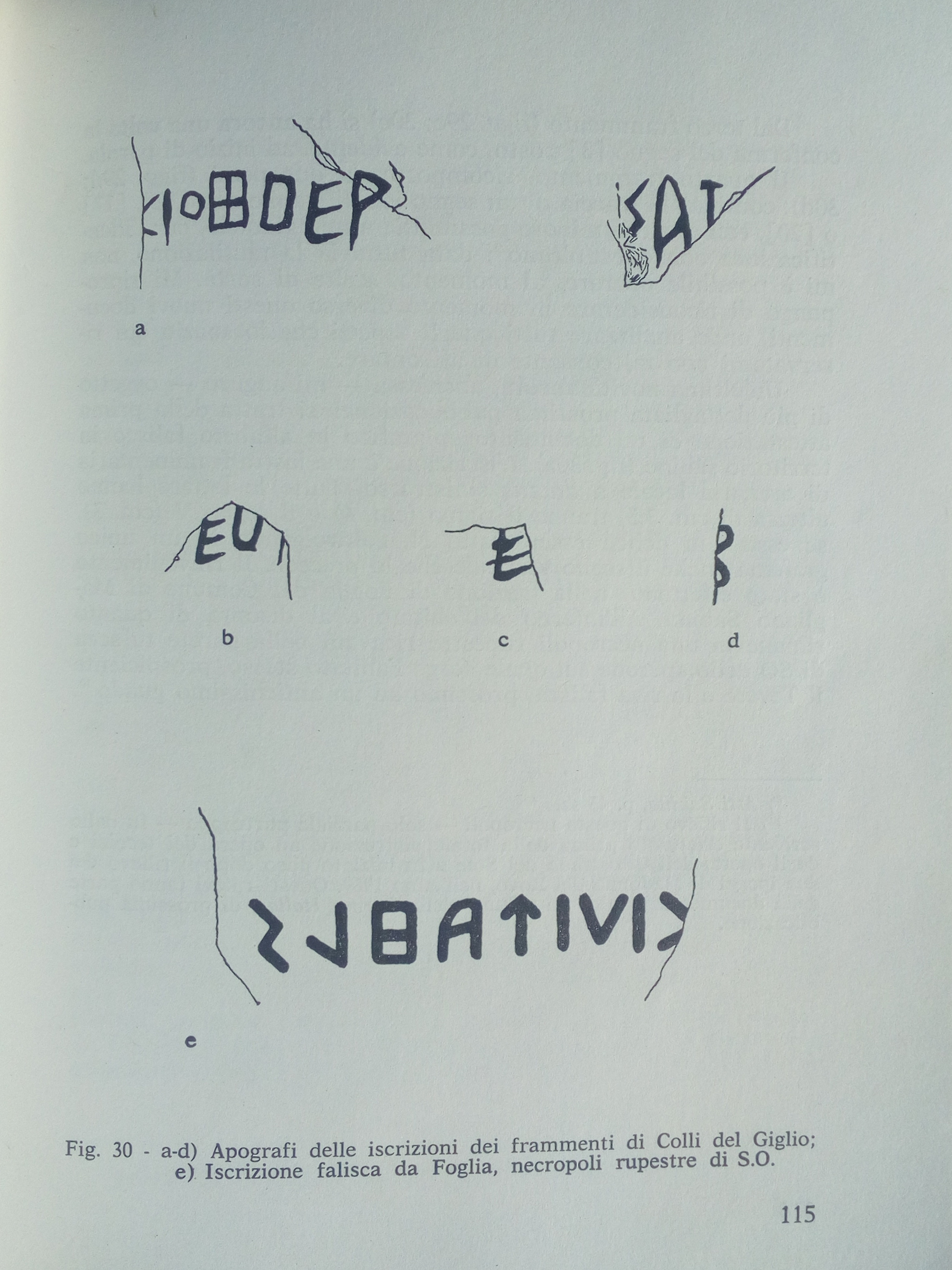
Iscrizione in Lingua Falisca, necropoli rupestre di Foglia, Valle del Tevere

L'iscrizione in alfabeto falisco di Foglia a ductus sinistroso, si trova su una lastra di arenaria locale, tutte le lettere hanno altezza di 3,5 tranne il sigma 4 cm, e il segno V 3 cm. È stata trovata all'interno dell'abitato di Foglia al di sopra di quanto rimasto, dopo i lavori dell'Autostrada del Sole, di una necropoli rupestre ricavata nella parete tufacea sul quale sorge l'abitato stesso, prossimo ad un antichissimo guado del Tevere in comunicazione con il Treja e Falerii Veteres.

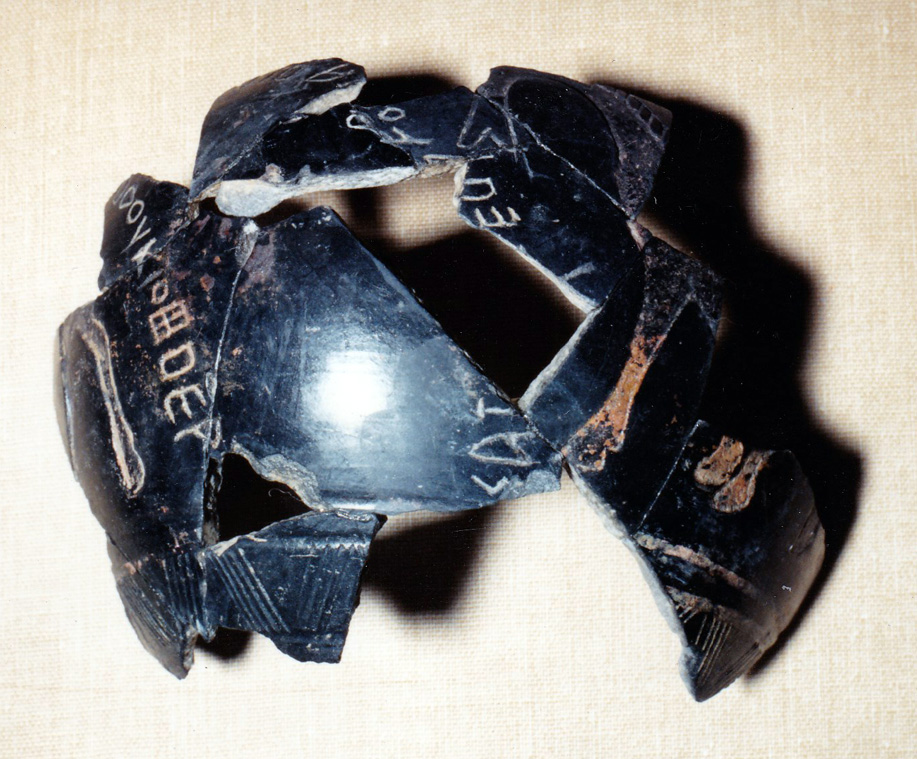
Iscrizione della necropoli del Giglio, Magliano Sabina

Le iscrizioni della necropoli del Giglio sono state trovate nel 1872, si tratta di ceramica locale del VII sec a.C. di impasto nero lucido lavorata a tornio, con figure equine, formato da due pezzi, della scritta sono visibili sette lettere incise, tra cui il segno a finestrella presente nell'alfabeto Etrusco trascritto in Ś  che la maggior parte degli studiosi vuole derivato da samek fenicio, presente in ambiente tirrenico in diversi alfabetari (Marsigliana d'Albenga, Viterbo, Cere, Formello, Siena, Narce, ecc.) lettere che sono quasi tutte attestate nell'iscrizione della fischetta di Poggio Sommavilla, talmente simile nei casi di far pensare la stessa scuola scrittoria (Massimo A. S. Firmani).
Nella necropoli del Giglio negli anni 2000 è stato trovato un calice su piede ad anello realizzato in impasto buccheroide del VII-VI sec a.C. presenta due iscrizioni, destrorse,  tra Latinoz e Qunoz, un invito al 'brindisi' realizzate dalla stessa mano dopo la cottura sulla parete al di sopra della carena. L'iscrizione darà opportunità di approfondire il dibattito sugli alfabeti adottati dalle comunità che gravitavano nella Valle del Tevere. La disposizione della scrittura sul corpo del calice trova un preciso confronto in un altro calice di forma analoga rinvenuto a Falerii, noto da tempo, sul quale di recente è stata richiamata opportuna attenzione. L’affinità della realizzazione epigrafica viene sottolineata anche dall’omogeneità tipologica dei vasi : il particolare, associato alla modalità di apposizione della scritta eko Kaisiosio eko Lartos addita la convergenza dei due manufatti in uno stesso modello di circolazione culturale. In entrambi i casi, infatti, si tratta di una forma di calice a piede basso, con la sola differenziazione consistente nel tipo di materiale, il bucchero per quello di Falerii (Paolo Poccetti)